# Benjaminella albifacies
Benjaminella albifacies är en tvåvingeart som beskrevs av Malloch 1925. Benjaminella albifacies ingår i släktet Benjaminella och familjen fritflugor. Inga underarter finns listade i Catalogue of Life.